# Pietroasa (gmina w okręgu Bihor)
Pietroasa – gmina w Rumunii, w okręgu Bihor. Obejmuje miejscowości Chișcău, Cociuba Mică, Giulești, Gurani, Măgura, Moțești i Pietroasa. W 2011 roku liczyła 3209 mieszkańców.